# Anthology Tour
Anthology Tour è  il tour musicale a supporto della raccolta di successi Anthology 1980-2005, per festeggiare i 25 anni di carriera del cantante rock canadese Bryan Adams.
Il tour ha continuità con il precedente Room Service Tour, la data di inizio è il 6 dicembre 2005 da Québec in Canada.
Nel corso del Tour vengono svolti concerti in diverse nazioni fra le quali: Canada, India, Sudafrica, Regno Unito, Italia, Germania, Stati Uniti d'America, Messico, Cile, Argentina, Brasile.
Nel 2007 Bryan Adams torna in tour in Italia per cinque appuntamenti, nel corso della sua nuova serie di date denominata "Live across the Nation 2007": Milano, Padova, Bolzano, Roma e Ancona.

## Anthology Tour  -Live Across The Nation 2007 / 2008
| Numero | Data     | Luogo                                                          | Bandiera                    | Nazione               |
| ------ | -------- | -------------------------------------------------------------- | --------------------------- | --------------------- |
| 1      | 05/01/07 | Beau Rivage Resort, Biloxi, MS                                 | Stati Uniti (bandiera)      | Stati Uniti d'America |
| 2      | 06/01/07 | Horseshoe Casino, Tunica, MS                                   | Stati Uniti (bandiera)      | Stati Uniti d'America |
| 3      | 07/01/07 | Belterra Casino, Florence, IN                                  | Stati Uniti (bandiera)      | Stati Uniti d'America |
| 4      | 10/01/07 | Sovereign Performing Arts Center, Reading, PA                  | Stati Uniti (bandiera)      | Stati Uniti d'America |
| 5      | 11/01/07 | Beacon Theatre, New York, NY                                   | Stati Uniti (bandiera)      | Stati Uniti d'America |
| 6      | 12/01/07 | Foxwoods Casino, Mashantucket, CT                              | Stati Uniti (bandiera)      | Stati Uniti d'America |
| 7      | 13/01/07 | Borgata Event Center, Atlantic City, NJ                        | Stati Uniti (bandiera)      | Stati Uniti d'America |
| 8      | 23/02/07 | Santiago International Airport, Santiago del Cile              | Cile (bandiera)             | Cile                  |
| 9      | 25/02/07 | Festival Internacional, La Quinta Vergara, Viña del Mar        | Cile (bandiera)             | Cile                  |
| 10     | 27/02/07 | Superdomo Orfeo, Córdoba                                       | Argentina (bandiera)        | Argentina             |
| 11     | 28/02/07 | Luna Park, Buenos Aires                                        | Argentina (bandiera)        | Argentina             |
| 12     | 02/03/07 | Estadio Centenario, Montevideo                                 | Uruguay (bandiera)          | Uruguay               |
| 13     | 03/03/07 | Teatro Do Sesi, Porto Alegre                                   | Brasile (bandiera)          | Brasile               |
| 14     | 05/03/07 | Claro Hall, Rio de Janeiro                                     | Brasile (bandiera)          | Brasile               |
| 15     | 06/03/07 | Credicard Hall, San Paolo                                      | Brasile (bandiera)          | Brasile               |
| 16     | 07/03/07 | Credicard Hall, San Paolo                                      | Brasile (bandiera)          | Brasile               |
| 17     | 23/03/07 | Mazdapalace, Milano                                            | Italia (bandiera)           | Italia                |
| 18     | 24/03/07 | Palasport, Padova                                              | Italia (bandiera)           | Italia                |
| 19     | 25/03/07 | Eishalle, Bolzano                                              | Italia (bandiera)           | Italia                |
| 20     | 27/03/07 | Palalottomatica, Roma                                          | Italia (bandiera)           | Italia                |
| 21     | 28/03/07 | Palarossini, Ancona                                            | Italia (bandiera)           | Italia                |
| 22     | 29/03/07 | Geneva Arena, Ginevra                                          | Svizzera (bandiera)         | Svizzera              |
| 23     | 30/03/07 | Hallenstadion, Zurigo                                          | Svizzera (bandiera)         | Svizzera              |
| 24     | 31/03/07 | SnowpenAir, Kleine Scheidegg, Grindelwald                      | Svizzera (bandiera)         | Svizzera              |
| 25     | 03/05/07 | Old Billingsgate, Londra                                       | -                           | Regno Unito           |
| 26     | 04/05/07 | The Point, Dublino                                             | Irlanda (bandiera)          | Irlanda               |
| 27     | 05/05/07 | Odyssey Arena, Belfast                                         | Irlanda del Nord (bandiera) | Irlanda del Nord      |
| 28     | 07/05/07 | SECC, Glasgow                                                  | -                           | Scozia                |
| 29     | 08/05/07 | M.E.N. Arena, Manchester                                       | -                           | Regno Unito           |
| 30     | 09/05/07 | Birmingham NEC, Birmingham                                     | -                           | Regno Unito           |
| 31     | 10/05/07 | Wembley Arena, Londra                                          | -                           | Regno Unito           |
| 32     | 11/05/07 | Wembley Arena, Londra                                          | -                           | Regno Unito           |
| 33     | 12/05/07 | Hallam FM Arena, Sheffield                                     | -                           | Regno Unito           |
| 34     | 02/06/07 | Sportpaleis, Anversa                                           | Belgio (bandiera)           | Belgio                |
| 35     | 03/06/07 | Colorline Arena, Amburgo                                       | Germania (bandiera)         | Germania              |
| 36     | 04/06/07 | Leipzig Arena, Lipsia                                          | Germania (bandiera)         | Germania              |
| 37     | 06/06/07 | Schleyerhalle, Stoccarda                                       | Germania (bandiera)         | Germania              |
| 38     | 07/06/07 | Olympiahalle, Monaco di Baviera                                | Germania (bandiera)         | Germania              |
| 39     | 08/06/07 | Arena Nurnberger Versicherung, Norimberga                      | Germania (bandiera)         | Germania              |
| 40     | 09/06/07 | Arena D'Coque                                                  | Lussemburgo (bandiera)      | Lussemburgo           |
| 41     | 10/06/07 | Philipshalle, Düsseldorf                                       | Germania (bandiera)         | Germania              |
| 42     | 11/06/07 | The Ahoy, Rotterdam                                            | Paesi Bassi (bandiera)      | Paesi Bassi           |
| 43     | 28/06/07 | Luxol Parade Ground, Pembroke                                  | Malta (bandiera)            | Malta                 |
| 44     | 29/06/07 | Tsirion Stadium, Limassol                                      | Cipro (bandiera)            | Cipro                 |
| 45     | 30/06/07 | '56 Osok Tere, Budapest                                        | Ungheria (bandiera)         | Ungheria              |
| 46     | 04/07/07 | Ringsted Stadion, Ringsted                                     | Danimarca (bandiera)        | Danimarca             |
| 47     | 05/07/07 | Christinehof Castle, Brösarp                                   | Svezia (bandiera)           | Svezia                |
| 48     | 06/07/07 | Kolding Stadion, Kolding                                       | Danimarca (bandiera)        | Danimarca             |
| 49     | 07/07/07 | Aarhus Harbour, Aarhus                                         | Danimarca (bandiera)        | Danimarca             |
| 50     | 12/07/07 | Opernplatz, Francoforte sul Meno                               | Germania (bandiera)         | Germania              |
| 51     | 13/07/07 | Donauarena, Ratisbona                                          | Germania (bandiera)         | Germania              |
| 52     | 14/07/07 | Stadtfest, Künzelsau                                           | Germania (bandiera)         | Germania              |
| 53     | 15/07/07 | Europahalle, Karlsruhe                                         | Germania (bandiera)         | Germania              |
| 54     | 19/07/07 | Aintree Pavillion, Liverpool                                   | -                           | Regno Unito           |
| 55     | 20/07/07 | Keepmoat Stadium, Doncaster                                    | -                           | Regno Unito           |
| 56     | 21/07/07 | Murrayfield Stadium, Edimburgo                                 | -                           | Regno Unito           |
| 57     | 02/08/07 | Mann Center, Filadelfia, PA                                    | Stati Uniti (bandiera)      | Stati Uniti d'America |
| 58     | 03/08/07 | Bank Of America Pavilion, Boston, MA                           | Stati Uniti (bandiera)      | Stati Uniti d'America |
| 59     | 04/08/07 | PNC Bank Arts Center, Holmdel, NJ                              | Stati Uniti (bandiera)      | Stati Uniti d'America |
| 60     | 05/08/07 | Post Gazette Pavilion, Pittsburgh, PA                          | Stati Uniti (bandiera)      | Stati Uniti d'America |
| 61     | 07/08/07 | Toledo Zoo, Toledo, OH                                         | Stati Uniti (bandiera)      | Stati Uniti d'America |
| 62     | 08/08/07 | Energy Music Theatre, Detroit, MI                              | Stati Uniti (bandiera)      | Stati Uniti d'America |
| 63     | 09/08/07 | White River State Park, Indianapolis, IN                       | Stati Uniti (bandiera)      | Stati Uniti d'America |
| 64     | 10/08/07 | Tower City Amphitheatre, Cleveland, OH                         | Stati Uniti (bandiera)      | Stati Uniti d'America |
| 65     | 11/08/07 | Darrien Lake, Buffalo, NY                                      | Stati Uniti (bandiera)      | Stati Uniti d'America |
| 66     | 28/09/07 | WaMu Theater, Seattle, WA                                      | Stati Uniti (bandiera)      | Stati Uniti d'America |
| 67     | 29/09/07 | Rose Garden Arena, Portland, OR                                | Stati Uniti (bandiera)      | Stati Uniti d'America |
| 68     | 30/09/07 | Idaho Center, Nampa, ID                                        | Stati Uniti (bandiera)      | Stati Uniti d'America |
| 69     | 02/10/07 | Palomar Starlight Theater, Pala Casino, Pala, CA               | Stati Uniti (bandiera)      | Stati Uniti d'America |
| 70     | 03/10/07 | Dodge Theatre, Phoenix, AZ                                     | Stati Uniti (bandiera)      | Stati Uniti d'America |
| 71     | 04/10/07 | Gibson Amphitheatre, CityWalk, Universal City, Los Angeles, CA | Stati Uniti (bandiera)      | Stati Uniti d'America |
| 72     | 05/10/07 | Ironstone Vineyards, Murphys, CA                               | Stati Uniti (bandiera)      | Stati Uniti d'America |
| 73     | 06/10/07 | Greek Theatre, Berkeley, CA                                    | Stati Uniti (bandiera)      | Stati Uniti d'America |
| 74     | 30/11/07 | Sport Palace, Kiev                                             | Ucraina (bandiera)          | Ucraina               |
| 75     | 02/12/07 | Sportshalle, Minsk                                             | Bielorussia (bandiera)      | Bielorussia           |
| 76     | 03/12/07 | Sportima, Vilnius                                              | Lituania (bandiera)         | Lituania              |
| 77     | 04/12/07 | Riga Arena, Riga                                               | Lettonia (bandiera)         | Lettonia              |
| 78     | 05/12/07 | Eesti Naituste Messikeskus, Tallinn                            | Estonia (bandiera)          | Estonia               |
| 79     | 07/12/07 | Lansiauto Areena, Espoo                                        | Finlandia (bandiera)        | Finlandia             |
| 80     | 08/12/07 | New Ice Arena, San Pietroburgo                                 | Russia (bandiera)           | Russia                |
| 81     | 10/12/07 | Kremlin Palace, Mosca                                          | Russia (bandiera)           | Russia                |
| 82     | 15/12/07 | Media/Saturn Xmas Party, Ingolstadt                            | Germania (bandiera)         | Germania              |
| 83     | 13/01/08 | COBO Center, Detroit, MI                                       | Stati Uniti (bandiera)      | Stati Uniti d'America |
| 84     | 08/02/08 | The Joint, Hard Rock Hotel, Las Vegas, NV                      | Stati Uniti (bandiera)      | Stati Uniti d'America |
| 85     | 09/02/08 | The Joint, Hard Rock Hotel, Las Vegas, NV                      | Stati Uniti (bandiera)      | Stati Uniti d'America |
| 86     | 13/02/08 | Grand Wailea Hotel, Maui, Hawaii                               | Stati Uniti (bandiera)      | Stati Uniti d'America |
| 87     | 15/02/08 | Gold Country Casino, Oroville, Sacramento, CA                  | Stati Uniti (bandiera)      | Stati Uniti d'America |
| 88     | 16/02/08 | Harrah's Casino, Lago Tahoe, CA                                | Stati Uniti (bandiera)      | Stati Uniti d'America |
| 89     | 16/02/08 | Cabo Wabo, Lago Tahoe, CA                                      | Stati Uniti (bandiera)      | Stati Uniti d'America |
| 90     | 17/02/08 | Harrah's Casino, Lago Tahoe, CA                                | Stati Uniti (bandiera)      | Stati Uniti d'America |
| 91     | 28/02/08 | One Night Live, Air Canada Centre, Toronto, ON                 | Canada (bandiera)           | Canada                |

## Band di supporto
- Bryan Adams - Chitarra, Cantante
- Keith Scott - Chitarra
- Mickey Curry - Batteria
- Gary Breit  - Tastiere
- Norm Fisher - Basso

## Lista delle canzoni

### Lista delle canzoni -Bryan Adams at County Ground, Swindon 2006
La setlist di Bryan Adams in concerto presso County Ground a Swindon :
- So Far So Good
- Somebody
- This Time
- Lonely Nights
- Open Road
- 18 Til I Die
- Let's Make a Night to Remember
- Can't Stop This Thing We Started
- Back to You
- Kids Wanna Rock
- Summer of '69
- Cuts Like a Knife
- When You're Gone
- She's Only Happy When She's Dancin'
- Hearts on Fire
- Heaven
- It's Only Love

(With Beverley Knight)
- The Only Thing That Looks Good on Me Is You
- (Everything I Do) I Do It for You
- Cloud #9
- Run to You
- Please Forgive Me
- All for Love
- Straight from the Heart
- I Think About You

### Lista delle canzoni -Bryan Adams al Mazda Palace, Milano 2007
La setlist di Bryan Adams in concerto presso il Mazda Palace a Milano :
- There Will Never Be Another Tonight
- Please Forgive Me
- The Best of Me

Main-Stage
- Can't Stop This Thing We Started
- Somebody
- Open Road
- 18 til I Die
- Let's Make a Night to Remember
- Back to You
- I Think About You
- Summer of '69
- Have You Ever Really Loved a Woman?
- (Everything I Do) I Do It for You
- Cuts Like a Knife
- When You're Gone
- It's Only Love
- Heaven
- The Only Thing That Looks Good on Me Is You

b-stage
- Rock'n Me

(Steve Miller Band cover)
- Seven Nights to Rock

(Moon Mullican cover)
- I've Got a Woman

(Ray Charles cover)
- She's Only Happy When She's Dancin'

Encore:
- Cloud #9
- Run to You

### Lista delle canzoni -Bryan Adams at The Joint at Hard Rock Hotel, Las Vegas 2008
La setlist di Bryan Adams in concerto presso Hard Rock Hotel di Las Vegas :
- One Night Love Affair
- She's Only Happy When She's Dancin'
- Somebody
- Can't Stop This Thing We Started
- I Thought I'd Seen Everything
- 18 til I Die
- Let's Make a Night to Remember
- Back to You
- Summer of '69
- Into the Fire
- Please Forgive Me
- Cuts Like a Knife
- Heat of the Night
- It's Only Love
- Heaven
- The Only Thing That Looks Good on Me Is You

Encore:
- (Everything I Do) I Do It for You
- Run to You